# IOS 6
Pour un article plus général, voir iOS.
iOS 6 est la sixième version majeure du système d'exploitation mobile iOS développé par Apple, succédant à iOS 5. Elle est annoncée lors de la WWDC 2012 le 11 juin 2012 et est publiée le 19 septembre 2012. La version est remplacée par iOS 7, le 18 septembre 2013.
Apple Plans, remplace Google Maps comme service de cartographie par défaut, Podcasts est mis en place ainsi que l'application Wallet pour gérer différents types de billets, cartes d'embarquement, coupons et cartes de fidélité. L'App Store fait l'objet d'une refonte visuelle, avec une mise en page basée sur les cartes ainsi que des ajustements des algorithmes de recherche. Facebook est intégré, incorporant des messages de statut, et la synchronisation des contacts et des événements à plusieurs applications. De nouveaux contrôles de confidentialité permettent aux utilisateurs d'obtenir des autorisations plus précises pour les applications, ainsi qu'une option permettant d'empêcher la publicité ciblée. Siri est ajouté à certains appareils et mis à jour avec plus de fonctionnalités, notamment la possibilité de faire des réservations de restaurant, de lancer des applications, de lire des critiques de films et des statistiques sportives, et des notifications du Centre de notification.
Les critiques sur le système d'exploitation sont positives, notant qu'il n'offre pas d'améliorations significatives comme une refonte de la conception mais se concentre plutôt sur des raffinements, avec un consensus général sur le fait qu'Apple « ne révise pas les choses pour le plaisir ».
La publication de Plans a toutefois suscité de nombreuses critiques, en raison de données inexactes ou incomplètes. Ces problèmes donnent lieu à une lettre d'excuses ouverte de Tim Cook, et contribuent au licenciement de Scott Forstall, qui a supervisé le développement d'iOS depuis sa création.

## Fonctionnalités

### Siri
L'assistant personnel intelligent Siri, introduit dans iOS 5 avec la sortie de l'iPhone 4S, est capable de réserver des restaurants, de lancer des applications, de lire les articles du centre de notification, de récupérer des critiques de films, des statistiques sportives détaillées, etc,.
Siri prend en charge trois langues supplémentaires dont l'italien, le coréen et le cantonais, et est compatible pour l'iPhone 5, l'iPod touch 5 et l'iPad 3.

### Facebook
Facebook est intégré aux applications de base avec iOS 6. Ces fonctionnalités sont liées avec les autres applications, telles que l'agenda, qui permet de synchroniser les événements, les contacts, qui permet d'afficher les informations sur les amis, et l'App Store et le Game Center, qui comportent un bouton « Like », et un widget dans le centre de notification, qui permet aux utilisateurs de publier leur statut sur le réseau social. 

### Paramètres
L'application Réglages subit de multiples modifications. L'icône est remaniée pour correspondre à l'icône des préférences système utilisée sous MacOS et un mode « Ne pas déranger » y est ajouté, permettant aux utilisateurs de désactiver le son des appels et les notifications lorsque le smartphone est verrouillé pour une période définie. Dans le centre de contrôle, l'icône en forme de croissant de Lune peut être activé ou désactivé.
Le système d'exploitation est doté d'un paramètre « Limiter le suivi des publicités » pour donner aux utilisateurs la possibilité d'empêcher le ciblage. Cette nouveauté est décrite par la firme américaine comme étant « un identifiant non permanent, non personnel, que les publicitaires utilisent pour vous permettre de mieux gérer le ciblage. Si vous choisissez de limiter le suivi des publicités, les publicitaires ne peuvent plus recueillir d'informations pour vous proposer des publicités ciblées ».

### Autres
Un widget Twitter est intégré dans le Centre de contrôle, permettant de tweeter sans passer par l'application.

## Applications

### Plans
Apple Plans remplace Google Maps comme application de cartographie par défaut et utilise le nouveau moteur vectoriel d'Apple qui supprime le décalage, permettant de zoomer plus facilement, la navigation virage par virage présentée à l'utilisateur sous forme d'instructions vocales, une vue en 3D de certaines villes et le trafic en temps réel.

### Passbook
Passbook est une nouvelle application permettant de conserver les cartes de fidélités, les billets d'avions, les billets de concerts, des places de cinéma,.

### Appareil photo
L'appareil photo est mis à jour et inclus le mode panorama.
L'application Photos est améliorée et permet aux utilisateurs de supprimer des images, de partager des flux de photos personnalisés avec d'autres personnes.

### App Store
L'App Store dispose d'une toute nouvelle interface, supprimant l'onglet catégories et le remplace par « Genius », un moteur de recherche et de recommandations. Il utilise également des fiches plutôt que des listes pour présenter les applications.

### Téléphone
Lors de la réception d'un appel, si l'utilisateur est occupé, il peut faire glisser son doigt sur une icône qui permet d'envoyer un message tel que « Répondre par un message », « Me le rappeler plus tard ».

### Podcasts
Podcasts est séparé d'iTunes et possède sa propre application.

## Mises à jour

### 6.0
Première version de la mise à jour, publiée le 19 septembre 2012.

### 6.0.1
Cette mise à jour, sortie en novembre 2012, comporte des améliorations et des corrections concernant l'iPhone 5 et l'iPod Touch.

### 6.0.2
Publiée en décembre 2012, cette mise à jour permet la correction d'un problème sur le Wi-Fi.

### 6.1
Cette actualisation prend en charge le Long Term Evolution pour les opérateurs mobiles. Les utilisateurs iTunes peuvent télécharger des musiques depuis l'iCloud. Un bouton apparait dans les réglages afin d'avoir un meilleur contrôle sur les applications concernant les publicités.

### 6.1.1
Sortie en février 2013, cette mise à niveau corrige un problème pouvant affecter les performances de l'iPhone 4S.

### 6.1.2
Lancée fin février 2013, la mise à jour corrige un problème de calendrier Exchange provoquant une diminution de l'autonomie de la batterie.

### 6.1.3
L'actualisation, sortie en mars 2013, améliore la sécurité quant au contournement du verrouillage du téléphone et l'application Apple Plans au Japon.

### 6.1.4
Révélée en mai 2013, cette mise à niveau permet une correction du haut-parleur pour l'iPhone 5.

### 6.1.5
Publiée en Novembre 2013, l'actualisation résout les problèmes liés aux appels FaceTime depuis un iPod Touch.

### 6.1.6
Sortie en février 2014, cette mise à jour permet de corriger un problème lié à la vérification de la connexion SSL.

## Appareils compatibles
- iPhone
  - iPhone 3GS
  - iPhone 4
  - iPhone 4S
  - iPhone 5
- iPod
  - iPod touch 4
  - iPod touch 5
- iPad
  - iPad 2
  - iPad (3e génération)
  - iPad (4e génération)
  - iPad mini (1re génération)

## Problèmes

### Lancement de Plans
Apple remplace Google Maps par Apple Plans comme service de cartographie par défaut mais l'application fait l'objet de critiques pour des données inexactes voire incomplètes, notamment un musée dans une rivière, des villes disparues, des images satellites obscurcies par les nuages ou des lieux locaux manquants. Tim Cook, publie une lettre sur le site d'Apple pour s'excuser de la frustration causée par l'application Plans et recommande d'utiliser d'autres applications de cartographie.